# تیلیسولول
تیلیسولول (انگلیسی: Tilisolol) (INN، نام تجاری Selecal) یک مسدودکننده بتا است.